# Sao Đê

Bản đồ sao Đê

Sao Đê hay Đê Tú (氐宿) hoặc Đê Thổ Lạc, Đê Thổ Hạc, Thị Túc là một trong Nhị thập bát tú, tức hai mươi tám chòm sao theo thiên văn học cổ Trung Hoa. Sao Đê thuộc Thanh Long ở phương Đông.

## Vị trí
Sao Đê (gồm 4 sao tên Đê, không phải cả chòm) nằm trên Hoàng Đạo, dưới Xích đạo trời khoảng 15 độ, giữa góc giờ 15h và 16h. Xung quanh nó có Thiên Thị Viên, chòm sao Cang, chòm sao Phòng.
Bốn sao tên Đê trong chòm là bốn sao sáng nhất của chòm Thiên Xứng, tức α, β, γ, và ι Librae.

## Các sao
| Hán-Việt           | Chữ Hán  | Chòm sao phương Tây | Số sao |
| ------------------ | -------- | ------------------- | ------ |
| Đê                 | 氐       | Libra               | 4      |
| Thiên nhũ          | 天乳     | Serpens             | 1      |
| Chiêu diêu         | 招搖     | Boötes              | 1      |
| Ngạnh hà           | 梗河     | Boötes              | 3      |
| Đế tịch            | 帝席     | Boötes              | 3      |
| Kháng trì          | 亢池     | Boötes/Virgo        | 4      |
| Trận xa            | 陣車     | Lupus/Hydra         | 3      |
| Kị quan            | 騎官     | Lupus/Centaurus     | 10     |
| Xa kị              | 車騎     | Lupus               | 3      |
| Thiên phúc         | 天輻     | Libra               | 2      |
| Kị trận tướng quân | 騎陣將軍 | Lupus               | 1      |